# Die Aufdrängung
Die Aufdrängung ist der Debütroman von Ariane Koch, der 2021 im Suhrkamp Verlag Berlin erschien.

## Inhalt und Rezeption
Die Ich-Erzählerin, eine junge Frau,

„fristet ihr Dasein in einem zu großen Haus in einer zu kleinen Stadt neben einem dreieckigen Berg. Als dort ein Gast auftaucht, nimmt sie ihn kurzerhand bei sich auf. Der Gast ist ihr so vielversprechend neu wie fremd und wird schnell zum einnehmenden Mittelpunkt, aber auch Opfer inquisitorischer Machtfantasien. Bis er den Fängen der zunehmend obsessiven Hausherrin schließlich entkommt und sie selbst, wieder allein, eine lang ersehnte Reise antritt und nun ihrerseits zur Gästin wird.“

Strukturell besteht der Roman aus aneinandergereihten „vignettenhaften Episoden“, welche – so die Würdigung seitens der Schweizer Literaturpreise – von der Autorin „zu einem kunstvollen Geflecht“ verdichtet wurden.
Im Juli 2022 wurde das Buch im Rahmen eines zweitägigen Kolloquiums beim Internationalen Literaturfestival Leukerbad gemeinsam mit der Autorin im Hinblick auf Übersetzungen ins Azeri-Türkische, Englische, Französische, Italienische, Polnische, Russische und Slowenische behandelt. Ausgaben in Azeri, Polnisch und Russisch liegen bereits vor (Stand Januar 2023).
Die von Michael Gmaj dramaturgisch bearbeitete und von Marie Bues inszenierte Bühnenadaption von Die Aufdrängung hatte am 27. Januar 2023 am Theater Basel im Schauspielhaus ihre Uraufführung.

## Rezensionen (Auswahl)
„Man tut diesem grandiosen Debüt nichts Schlechtes, wenn man es in Relation zur fixen Grösse Kafka setzt, denn dieser Roman wird dadurch nicht kleiner. Im Gegenteil. ‚Die Aufdrängung‘ ist wie eine Fortschreibung unruhiger Träume der Literatur.“

„Ariane Kochs bizarres, komisches Romandebüt steckt voller traumartiger Symbole von Einsamkeit und Entfremdung. ‚Die Aufdrängung‘ hat das Zeug zum Klassiker.“

„‚Des Gastes Geschichte, die nicht meine ist und doch zunehmend zu meiner wird, lastet schwer auf mir‘, sagt die Erzählerin einmal über die wechselseitige Identifikation von Gast und Gastgeber. Für Ariane Kochs ‚Aufdrängung‘, ein intensives, im besten Sinne rätselhaftes Debüt mit philosophischer Schlagkraft, gilt das ebenso.“

„Ariane Koch hat mit Die Aufdrängung keinen Roman für alle geschrieben, aber diejenigen, die eine gute Ausdrucksfähigkeit, das Spiel mit Sprache und Deutungsmöglichkeiten, einen gewissen Grad an Absurdität und eine engagierte Stimme mögen, sollten von diesem Roman aufs Beste unterhalten werden.“

„Man wird das Unbehagen bis zum Ende der Lektüre nicht abschütteln können, die Fragen, wer sich hier wem aufdrängt, wo die Gastfreundschaft endet und die Privatsphäre beginnt, aber man wird mit einer derartigen Fabulierlust und Stilsicherheit belohnt, wie es sie bei Suhrkamp (mindestens) seit Magnus Mills’ Meisterwerken der lakonischen Skurrilität von vor zwanzig Jahren nicht mehr gegeben hat. […] Mein absolutes Lieblingsbuch 2022.“

„Die Aufdrängung ist ein einziger sprachgewaltiger und äußerst skurriler Monolog der Gastgeberin. So skurril und grotesk, dass sich ein Kritiker an Kafkas Erzählung Die Sorge des Hausvaters erinnert sah.“

## Auszeichnungen
- 2021: Aspekte-Literaturpreis des ZDF[14]
- 2021: Nominierung auf der fünf Titel umfassenden Shortlist von Das Debüt – Bloggerpreis für Literatur[15]
- 2022: Schweizer Literaturpreis[16]
- 2022: Nominierung auf der vier Titel umfassenden Shortlist des Rauriser Literaturpreises